# Asier del Horno
Asier Del Horno Cosgaya, född 19 januari 1981 i Barakaldo, Baskien, är en spansk före detta fotbollsspelare. Han spelade senast som vänsterback för Levante UD.
Del Horno inledde karriären i Athletic Bilbao år 1999. Han spelade 94 matcher totalt för Bilbao och gjorde 13 mål till och med 2005. Roberto Carlos i Real Madrid beskrev honom som en komplett och högt disciplinerad vänsterback. Del Horno skrev på för Chelsea i juni 2005, men utlovade att han skall återvända till Athletic. Första året med Chelsea vann han FA Premier League. Totalt 32 matcher för Chelsea blev det och Del Horno gjorde ett mål, mot Tottenham på White Hart Lane. Den 21 juni 2006 skrev Del Horno på ett sexårskontrakt med Valencia. Han skulle ersätta Amedeo Carboni. På grund av skador debuterade Del Horno i Valencia först den 3 mars 2007. I augusti 2007 meddelades att Del Horno lånas ut till sin forna hemklubb Athletic Bilbao. Han återvände dock till Valencia men misslyckades med att ta en plats i laget och den 21 augusti 2010 så meddelade klubben att Del Horno blivit utlånad till rivalerna Levante UD. 2 augusti 2011 gjordes lånet permanent då Asier del Horno skrev på ett 1-årskontrakt med Levante

## Landslag
Asier Del Horno debuterade för Spanien mot Skottland i september 2004. Två månader senare sköt han segermålet i en match mot England. Skador stoppade Del Horno från deltagande i Fotbolls-VM 2006.

## Meriter
- FA Premier League 2005/2006 med Chelsea